# غودسأويل (ساسكاتشوان)
غودسأويل (بالإنجليزية: Goodsoil, Saskatchewan)‏ هي قرية تقع في كندا في ساسكاتشوان. يقدر عدد سكانها بـ 281 نسمة ومساحتها 1.76 كم2 .